# كاترين ريتشاردز
كاترين ريتشاردز هي فنانة كندية، ولدت في 1950 في أوتاوا في كندا.

## وصلات خارجية
- الموقع الرسمي